# Thierry Pauk
Thierry Pauk (* 26. Januar 1966 in Metz) ist ein ehemaliger französischer Fußballspieler.

## Karriere

### Verein
Thierry Pauk begann seine Karriere 1985 beim FC Metz. Sein Profidebüt gab er am 16. Juli 1985, als er bei der 2:3-Niederlage gegen den RC Lens in der Anfangself stand. Beim FC Metz wurde er Stammspieler und Leistungsträger. Mit dem FC Metz gewann er 1988 den französischen Fußballpokal. 1992 wechselte er ins Ausland und unterschrieb beim damaligen portugiesischen Erstligisten FC Famalicão. Nach nur einer Saison kehrte Pauk in seine französische Heimat zurück und schloss sich LB Châteauroux an. Dort hielt es ihn wiederum nur eine Saison. Aus diesem Grund zog es ihn zu US Dunkerque.
Nach zwei Jahren kehrte Pauk in seine Heimatstadt zum FC Metz zurück. Dort konnte sich Pauk nicht durchsetzen und kam nur auf vier Einsätze. 1997 ging er abermals ins Ausland. Dieses Mal zog es Pauk zum luxemburgischen Erstligisten CS Grevenmacher. Nach einer Zwischenstation bei Swift Hesperingen kehrte Pauk 2004 in seine französische Heimat zurück und unterschrieb abermals beim CSO Amnéville. Von 2007 bis 2011 spielte er noch im Amateurbereich und beendete dann seine Karriere.

### Nationalmannschaft
Thierry Pauk war auch französischer U-21-Nationalspieler. Mit der U-21 gewann er 1988 die U-21-Fußball-Europameisterschaft 1988.